# Lac de scăldat

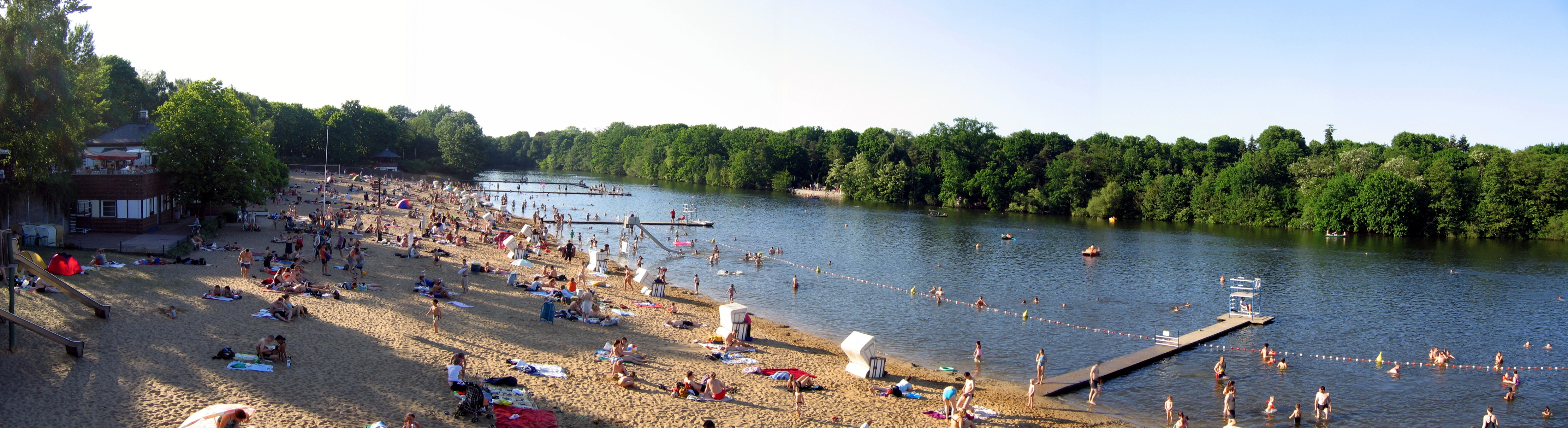
O zonă de baie publică la Plötzensee în Berlin

Un lac de scăldat este un lac natural sau artificial care este utilizat pentru scăldat și înot public. În apă, scăldătorii rămân de cele mai multe ori aproape de mal și folosesc zona în scopuri recreative, cum ar fi sport, jocuri și plajă. În Europa, din cauza condițiilor climatice, lacurile de scăldat sunt utilizate mai ales vara.

## Utilizare

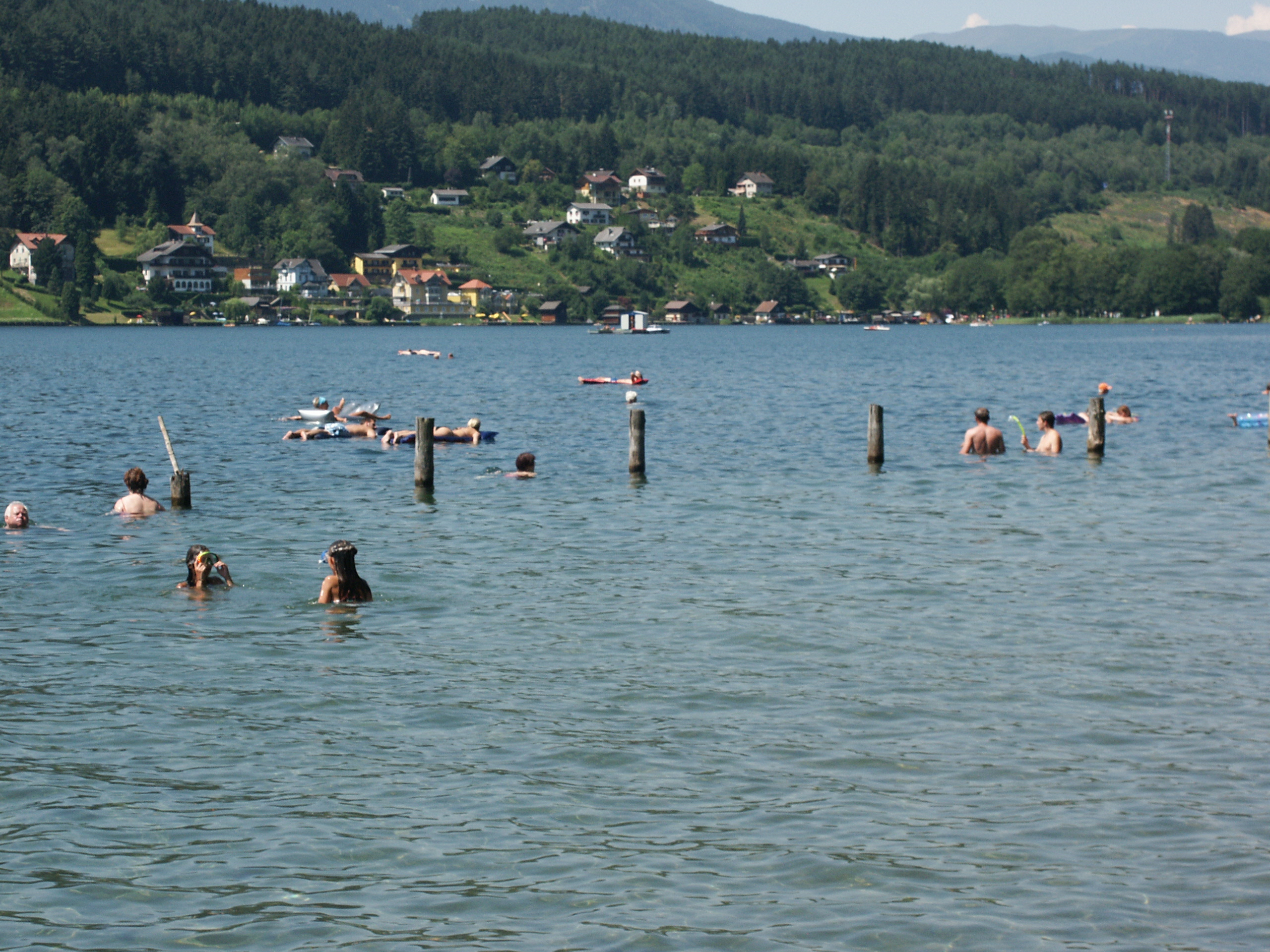
în Carintia

În interesul scăldătorilor și al înotătorilor, multe lacuri de scăldat interzic corăbiile și bărciile, pescuitul, câinii etc. Din motive de conservare, focul deschis și utilizarea de săpun sau șampon sunt, de asemenea, de obicei interzise. Spre deosebire de țările non-europene (cum ar fi India), scăldatul în lacuri nu se face în prezent în primul rând pentru curățarea corpului, ci mai degrabă din motive de divertisment și sociale.
Utilizarea celor mai multe lacuri de scăldat este gratuită. Lacurile de scăldat mai mari au instituții care protejează securitatea scăldătorilor, precum DLRG⁠(d) sau Wasserwacht⁠(d) în Germania. Spre deosebire de zonele de scăldat cu taxă de intrare, majoritatea lacurilor de scăldat nu au vestiare sau toalete. Cu toate acestea, lacurile de scăldat mai bine dotate dispun de servicii culinare cu toalete. Lacurile de scăldat sunt, de asemenea, utilizate pentru înotul de noapte și înotul nud.

## Scop
Un lac de scăldat oferă locuitorilor posibilitatea de a se relaxa și de a face sport în propriul cartier. Un lac de scăldat poate spori semnificativ atractivitatea unui cartier.
Uneori, părți din malul unui lac de scăldat sunt separate în loturi de teren și vândute persoanelor private.

## Instalarea de lacuri artificiale ca lacuri de scăldat
Lacurile artificiale realizate prin reținerea apei subterane pe o suprafață de pietriș sau lut și, uneori, cu aport de apă de la izvoare, sunt adesea folosite ca lacuri de scăldat. De obicei, după construirea fundului lacului, se realizează o restaurare a terenului, asigurându-se un mediu confortabil pentru scăldători. În principiu, orice lac poate fi utilizat ca lac de scăldat. Astfel, lacurile de acumulare pot fi, de asemenea, utilizate ca lacuri de scăldat. Cu toate acestea, lacurile artificiale au o valoare adăugată pentru locuitori.
Într-o grădină privată suficient de mare se poate forma un lac de scăldat cu o piscină naturală.

## Înot nud

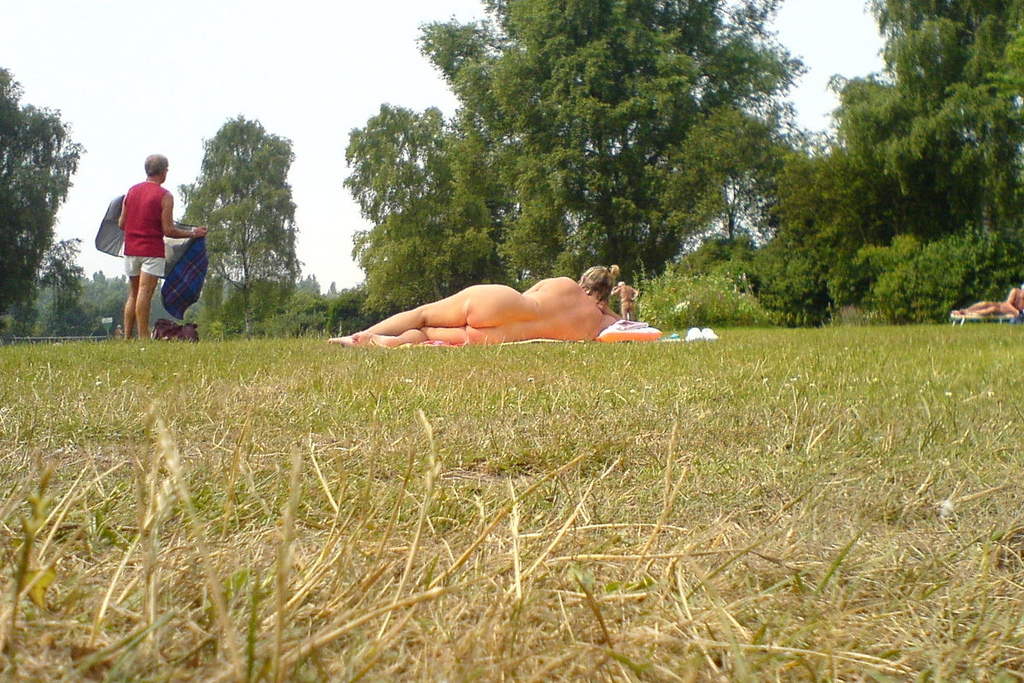
Zonă de nudism la Unterbacher See, Düsseldorf, Germania

La unele lacuri de scăldat, în special în Germania, naturismul, cu alte cuvinte nuditate completă, este permis. Adesea, zone specifice de pe malul lacului sunt desemnate pentru naturism. Femeilor li se permite să își expună sânii pentru baie sau plajă la majoritatea lacurilor de scăldat publice din Europa. În caz contrar, este necesar un costum de baie.